# Kwartalnik Językoznawczy
Kwartalnik Językoznawczy – powstałe w 2009 czasopismo internetowe redagowane przez zespół autorów z Instytutu Filologii Polskiej UAM, którego tematyka dotyczy szeroko pojętego językoznawstwa z przewagą polonistyki. 
Jak można przeczytać na stronie Zakładu Historii Języka Polskiego w ww. Instytucie:
Idea stworzenia e-czasopisma o tematyce językoznawczej zrodziła się w Instytucie Filologii Polskiej UAM i jest odpowiedzią na coraz bardziej wydłużający się proces wydawniczy drukowanych periodyków, utrudniający bieżącą wymianę doświadczeń i pomysłów między językoznawcami-polonistami reprezentującymi różne ośrodki naukowe.
Periodyk można bezpłatnie pobrać ze strony czasopisma w formacie PDF.